# 佐藤佐吉 (映画監督)
佐藤 佐吉（さとう さきち、1964年5月13日 - ）は、日本の映画監督、脚本家、俳優である。俳優としてはザズウに所属（監督・脚本家としてはフリー）。

## 来歴
大阪府出身。大学卒業後、教科書出版社に入社。1980年代にビデオブームが起こり、映画に精通した人と話をしたいという思いから、藤本義一が主宰する心斎橋大学に通う。その後上京してキネマ旬報社に入社。キネマ旬報社がセゾングループ傘下となり西友映画事業部に移籍。東京国際映画祭ニッポンシネマナウ部門、さっぽろ映像セミナー 、サンダンス映画祭in東京を企画するなど映像作家発掘に尽力する一方で自身も創作活動を開始。
1999年、犬童一心監督『金髪の草原』にて脚本家デビュー。以後『オー!マイキー』や『殺し屋1』（2001年）、『極道恐怖大劇場 牛頭 GOZU』（2003年）《ブリュッセル国際ファンタスティック映画祭 最優秀脚本賞》など話題作の脚本を手がける。
2005年、『東京ゾンビ』で劇場長編映画監督デビュー。2007年、『そんな無茶な!』をプロデュースする。
2011年、オーバーハウゼン国際短編映画祭にて、坂本龍一総合監修《にほんのうた》シリーズの『春の小川』を監督し、審査員特別賞を受賞。
2015年NHKのEテレで放送された対戦型番組『Eテレ・ジャッジ』において脚本・演出した『谷グチ夫妻』が初代優勝企画となり、その後NHKどーがステーション番組内ランキングにおいて30週間連続して通算再生ランキング1位となる。
役者としても『キルビル』『アフタースクール』『破門 (疫病神シリーズ)』『煙霞』『バイプレイヤーズ 〜もしも6人の名脇役がシェアハウスで暮らしたら〜』『拾われた男 Lost Man Found』など様々な映像作品に出演している。
2016年よりNHK BSプレミアムにおいて満島ひかり主演、シリーズ・江戸川乱歩短編集（『心理試験』『何者』『お勢登場』『怪人二十面相』）、池松壮亮主演、シリーズ・横溝正史短編集（『殺人鬼』『華やかな野獣』『女怪』）を手がける。
近年は2021年 9月28 - 30日 新国立劇場中劇場 朗読劇『湯布院奇行』(出演：成田凌 黒木華 コムアイ)など舞台脚本にも活動の場を広げている。
2024年、脚本を担当しVシネマでありながらカンヌ国際映画祭監督週間に招待された『極道恐怖大劇場 牛頭 GOZU』の35mmプリントが奇跡的に発見され、６月15日よりシアター・イメージホーラムにて初の劇場公開。
次回脚本作品はジョージアのヴァジコ・チャッキアニ監督『BEES’ BUZZ』（2025撮影予定）
最新監督作品は2025年4月 NHK BSプレミアム放送 シリーズ・横溝正史短編集『悪魔の降誕祭』（主演：池松壮亮  月城かなと　竹本織大夫　ヤン・イクチュン）
映画美学校 脚本コース担当講師。（2021〜）
立教大学 映像身体学科兼任講師。（2023〜2024）

## フィルモグラフィー

### 映画
- 金髪の草原（2000年） - 脚本 ※ゆうばり国際ファンタスティック映画祭グランプリ
- 殺し屋1（2001年） - 脚本・出演 ※日本映画プロフェッショナル大賞
- カラー・オブ・ライフ（2001年） - 脚本
- スワンズソング（2002年） - 脚本
- マッスルヒート（2002年） - 脚本協力
- ミスター・ルーキー（2002年） - 原案
- セクシードリンク大作戦 神様のくれた酒（2003年） - 脚本
- トーリ（2003年） - 脚本
- 最も危険な刑事まつり「ウルトラマソ刑事」（2003年） - 監督・出演 ※ロッテルダム国際映画祭招待作品
- 運命人間（2004年） - 脚本
- 東京ゾンビ（2005年） - 監督・脚本 ※モントリオール・ファンタジア国際映画祭招待作品
- チェーン 連鎖呪殺（2005年） - 脚本
- デコトラの鷲「愛と涙の男鹿半島」（2006年） - 脚本
- そんな無茶な!（2007年） - 製作
- きまぐれロボット（2007年） - 脚本
- 平凡ポンチ（2008年） - 監督・脚本・出演
- 昆虫探偵 ヨシダヨシミ（2010年） - 監督・脚本 ※ウディネ・ファーイースト国際映画祭招待作品
- にほんのうたフィルム「春の小川」（2010年） - 監督・脚本 ※オーバーハウゼン国際短編映画祭　審査員特別賞
- 青春H「半分処女とゼロ男」（2011年） - 監督・脚本 ※ドイツ・ニッポンコネクション、トロント新世代映画祭 招待作品
- Miss Boys! 決戦は甲子園（2011年） - 監督・原案
  - Miss Boys! 友情のゆくへ（2012年） - 監督・原案
- 東京闇虫 （2013年） - 監督・脚本
  - 東京闇虫 第二章（2013年） - 監督・脚本
  - 東京闇虫 パンドラ（2015年） - 監督・脚本
- 草原の椅子（2013年） - 企画開発協力
- 奴隷区 僕と23人の奴隷 （2014年） - 監督・脚本
- 彼岸島デラックス（2016年） - 脚本
- 蠱毒 ミートボールマシン（2017年） - 脚本
- 黒い乙女Q（2019年） - 監督・脚本
  - 黒い乙女A（2019年） - 監督・脚本
- 麻雀放浪記2020（2019年） - 脚本
- 極道恐怖大劇場 牛頭 GOZU (2024)　-脚本 ※カンヌ映画祭監督週間招待作品、ブリュセル国際映画祭最優秀脚本賞

### Vシネマ
- 750(ナナハン)ライダー（2001年） - 脚本
- 1 -イチ-（2002年） - 脚本
  - 殺し屋1 THE ANIMATION EPISODE.0（2002年） - 脚本
- 極道恐怖大劇場 牛頭 GOZU（2003年） - 脚本・出演 ※カンヌ映画祭監督週間招待作品、ブリュセル国際映画祭最優秀脚本賞
- リボルバー 青い春（2003年） - 脚本
- 極道刑事（2003年） - 監督・脚本

### テレビ
- バミリオン・プレジャー・ナイト（2000年） - 脚本
- オー!マイキー（2002年 - 2010年） - 脚本
- スパイ道第2シリーズ「女スパイ編」（2006年） - 「出張ヘルスパイ麗子」演出・脚本・出演
- Eテレ・ジャッジ「谷グチ夫妻」（2015年） - 演出・脚本
- シリーズ江戸川乱歩短編集 1925年の明智小五郎『心理試験』（2016年、NHK BSプレミアム） - 演出・脚本・出演
- シリーズ横溝正史短編集『殺人鬼』（2016年NHK BSプレミアム） - 演出・脚本・出演
- シリーズ江戸川乱歩短編集II 妖しい愛の物語『何者』（2016年NHK BSプレミアム） - 演出・脚本
- 満島ひかり×江戸川乱歩『お勢登場』（2018年NHK BSプレミアム） - 演出・脚本
- シリーズ横溝正史短編集『華やかな野獣』（2020年NHK BSプレミアム） - 演出・脚本
- シリーズ・江戸川乱歩短編集『怪人二十面相』（2021年 主演：満島ひかり、森山未來） - 演出・脚本・出演
- シリーズ横溝正史短編集『女怪』（2022年 NHK BSプレミアム） - 演出・脚本
- シリーズ横溝正史短編集『悪魔の降誕祭』（2025 NHK） - 演出・脚本

### 舞台
- 朗読劇『湯布院奇行』出演：成田凌、黒木華、コムアイ（2021年9月28 - 30日、新国立劇場 中劇場） - 脚本

### ミュージック・ビデオ
- ナイトメア「TABOO」（2013年） - 監督

## 出演

### 映画
- 絵里に首ったけ（2000年）
- ヤンヤン 夏の想い出（2000年）
- 殺し屋1（2001年）
- 人間の屑（2001年）
- 異形ノ恋（2002年）
- アカルイミライ（2003年）
- キル・ビル（2003年）
- 地球で最後のふたり（2003年）
- 地獄甲子園外伝 ラーメンバカ一代（2003年）
- ジョゼと虎と魚たち（2003年）
- 最も危険な刑事まつり「ウルトラマソ刑事」（2003年）
- ガキンチョ★ROCK（2004年）
- 死に花（2004年）
- 日野日出志のザ・ホラー怪奇劇場「わたしの赤ちゃん」（2004年）
- キューティーハニー（2004年）
- NIN×NIN 忍者ハットリくん THE MOVIE（2004年）
- ローレライ（2005年）
- スクラップヘブン（2005年）
- メゾン・ド・ヒミコ（2005年）
- 陽気なギャングが地球を回す（2006年）
- 嫌われ松子の一生（2006年）
- 虹の女神（2006年）
- 少女には向かない職業（2006年）
- ブラックキス（2007年）
- バブルへGO!! タイムマシンはドラム式（2007年）
- 黄色い涙（2007年）
- やくざハンター（2007年）
- 平凡ポンチ（2008年）
- ネガティブハッピー・チェーンソーエッヂ（2008年）
- アフタースクール（2008年）
- 鈍獣（2009年）
- ヤクザガール 二代目は10歳（2010年）
- シーサイドモーテル（2010年）
- さらば愛しの大統領（2010年）
- チェイス〜国税査察官〜（2010年）
- 雷桜（2010年）
- 東京プレイボーイクラブ（2011年）
- 電人ザボーガー（2011年）
- BUNGO〜ささやかな欲望〜（2012年）
- 点描のしくみ（2012年）
- 神さまの言うとおり（2014年）
- ジョーカー・ゲーム（2015年）
- 破門 ふたりのヤクビョーガミ（2017年）
- スパイの妻〈劇場版〉（2020年）

### Vシネマ
- 蠢く森 プライマル・フィアー・プロジェクト（2000年）
- 極道恐怖大劇場 牛頭 GOZU（2003年）
- キャバギョ!（2007年） - 出演

### テレビ
- 文學の唄 恋する日曜日「女難」（2005年）
- 空飛ぶタイヤ（2009年）
- 破門（2015年）
- 煙霞（2015年）
- バイプレイヤーズ 〜もしも6人の名脇役がシェアハウスで暮らしたら〜（2017年1月 - 、テレビ東京） - 松重豊のマネージャー 役
- バイプレイヤーズ 〜もしも名脇役がテレ東朝ドラで無人島生活したら〜（2018年2月 - 、テレビ東京） - 松重豊のマネージャー 役
- 猫とコワモテ2（2018年テレビ東京）
- スモーキング（2018年テレビ東京）
- 盗まれた顔（2019年WOWOW「連続ドラマW 土曜オリジナルドラマ」）
- スパイの妻（2020年NHK BS8K） - 出演
- 拾われた男 Lost Man Found （2022年 NHK）